# 高天原温泉

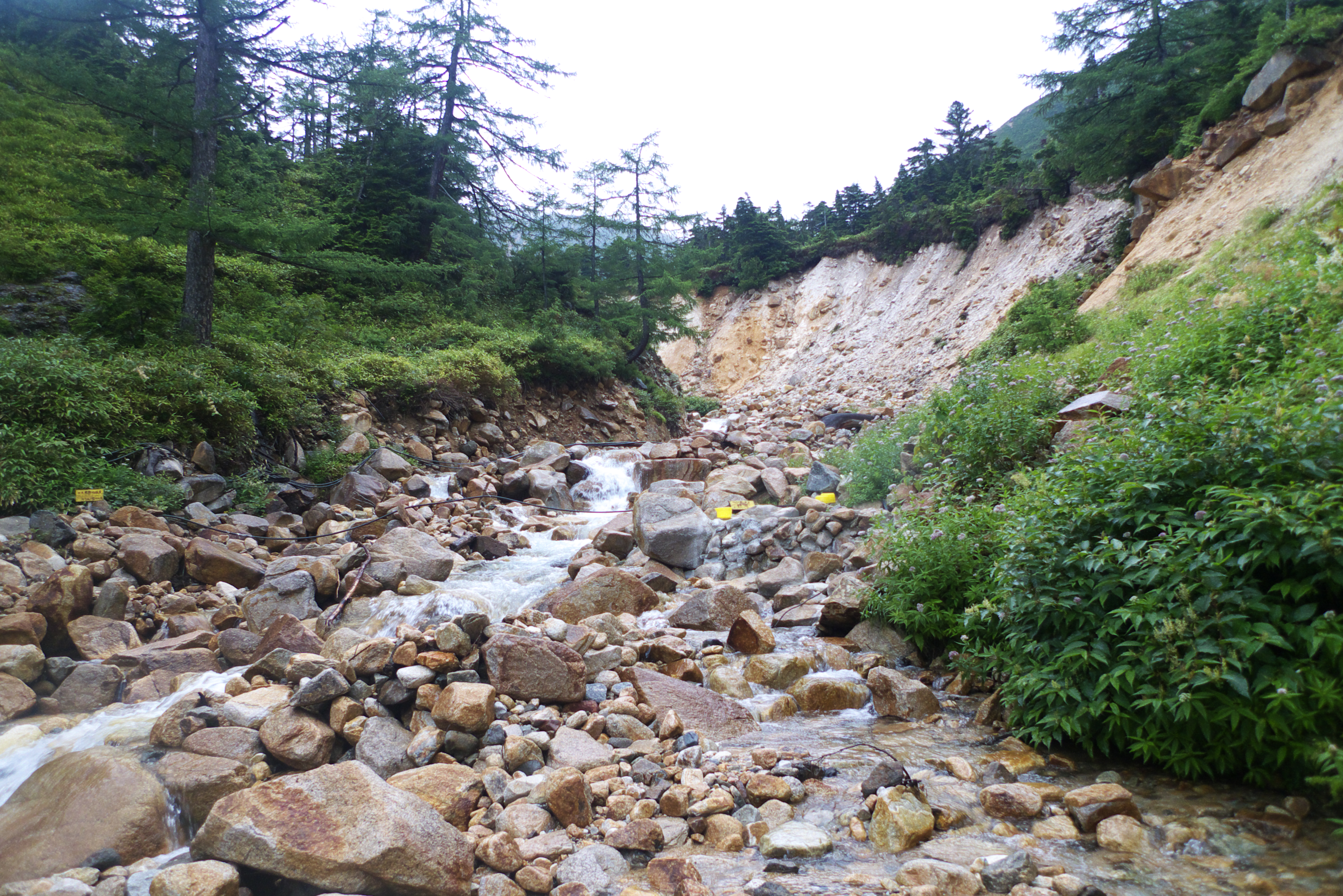
温泉沢と露天風呂

高天原温泉（たかまがはらおんせん）は、富山県富山市有峰黒部谷割にある温泉。

## 解説
飛騨山脈（北アルプス）水晶岳の麓の高天原湿原の北、黒部川支流・温泉沢沿いの標高約2,100 mの場所に位置する。山奥であることから徒歩（登山）でしか行くことができず、またどの登山口からも距離があるため1日でたどり着くことは困難で、通常は途中の山小屋で1泊を要する。このようなアクセスの困難さゆえに「日本一遠い温泉」と呼ばれることもある。
昭和20年代頃まで操業していた大東鉱山のモリブデン鉱山がこの付近にあり、そこで働いていた作業員たちによって発見された。現地に泉質の表示はないが、湯は白濁しており単純硫黄泉（硫化水素型）とされている。

## 泉質
出典→
- 泉質 - 単純硫黄泉（硫化水素型）
- 泉温 - 51.1℃
- 湧出量 - 毎分15L（自然湧出）
- pH - 6.15
- 溶存物質 - 504mg/kg

## 温泉施設
源泉をそのまま注いでいる露天風呂が沢沿いに3つあり「からまつの湯」と呼ばれている。うち1つは囲いがあり女性用となっている。山中の温泉であり簡易な脱衣所しかない。

## 高天原山荘

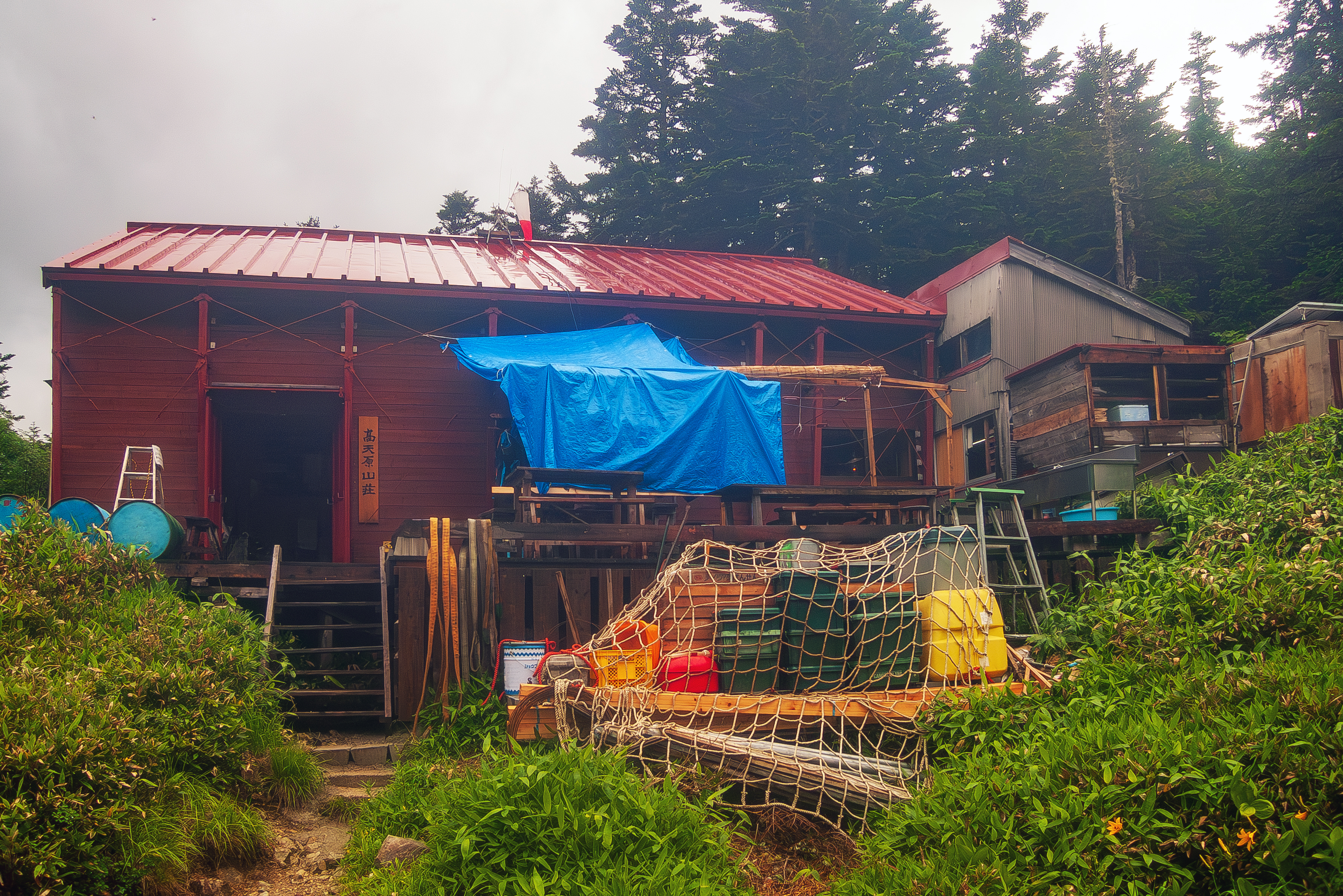
高天原山荘（2015年8月）

温泉から1 km弱ほどのところに山小屋の高天原山荘があり、温泉もここが管理している。山荘から温泉までは下り20分程度。帰りは登りとなり30分ほどかかる。温泉の入浴料を投入する箱が山荘前に設置されている。
山荘は、1960年に大東鉱山の作業員宿舎として建てられたものを山小屋に転換したものである。老朽化が進んでいたが、2015年に改築された。静かな高天原に発電機の音は似合わないという理由で、照明は一部を除いて灯油ランプを使っており、登山者からは「ランプの宿」として親しまれている。
山荘の収容人数は50名で、キャンプ指定地はない。付近一帯は中部山岳国立公園内であり、指定地以外での幕営は禁止されている。最寄りのキャンプ指定地は南方の雲ノ平にある。
山荘付近は湿地帯で高山植物が多くみられ、神話のように美しい土地であるとして「高天原」の名が付けられた。それまでは「岩苔平」と呼ばれており、現在も「岩苔小谷」や「岩苔乗越」など付近の地名にその名前が残っている。また、高天原は雲ノ平やその一角にある祖父岳などとともに立山黒部ジオパークの雲ノ平ジオサイトに登録されている。

## アクセス
高天原に至る登山道はいくつかあるが、最短ルートは、有峰林道折立線の終点であり西銀座ダイヤモンドコースの起点となる折立登山口から出発するコースであり、ここまでは富山駅から有峰口駅を経由する富山地方鉄道の夏山バスが運行されている。折立から太郎平小屋を経て薬師沢小屋まで谷を下った後、雲ノ平へ登り返してから再び下っていくコースと、黒部川沿いに作られた大東新道を経て行くコースに分かれ、高天原峠で再び合流して高天原山荘に至る。
雲ノ平を経由するコースの所要時間は折立から高天原まで約13時間である。大東新道経由の場合は所要時間は若干短くなるが、こちらのコースは河原を歩いたり時には川に入ったりする箇所があり、また黒部川が増水すると水没することもある。2013年には滑落死亡事故も起きている。
この他に、鷲羽岳の北にあるワリモ北分岐から岩苔乗越・水晶池を経由し岩苔小沢とほぼ並行して下っていくルート、水晶岳と赤牛岳の中間にある温泉沢ノ頭から分岐して温泉沢沿いに下るルートがあり、後者は高天原山荘を経由せず直接温泉に至る。
昭和時代中期には、高天原から黒部湖上流部へ続く高天原新道が存在したが、相次ぐ自然災害によって崩壊し、廃道となっている。